# Don't Let It Bring You Down
«Don't Let It Bring You Down» es una canción del músico canadiense Neil Young, publicada en el álbum de estudio After the Gold Rush (1970). Sendas versiones en directo fueron también publicadas en el álbum de Crosby, Stills, Nash & Young 4 Way Street y en Live at Massey Hall 1971 y Live at the Cellar Door. En 4 Way Street, Young comentó: «Aquí hay una nueva canción, está garantizada para hundirte, se llama "Don't Let It Bring You Down". Comienza despacio y luego se esfuma por completo».

## Versiones
«Don't Let It Bring You Down» fue versionada por Last Exit, la primera banda de Sting, como parte del álbum de 1974 Impulse Studio Demos. 
Fue también versionada por Victoria Williams en el álbum tributo The Bridge: A Tribute to Neil Young.
Annie Lennox grabó una versión para su álbum de 1995 Medusa, que también apareció en la película American Beauty (1999).
Una interpretación en directo de Seal apareció en su álbum One Night to Remember.
La banda de rock alternativo Q And Not U versionó la canción para el recopilatorio Don't Know When I'll Be Back Again.
La banda de rock alternativo Weeping Tile versionó la canción en su primer álbum, eePee.
El músico Apell versionó el tema en su álbum de 2008 Reconstituted.
Alexa Ray Joel versionó la canción en el EP Sketches. 
La banda danesa Kellermensch grabó una versión para el álbum Kellermensch.
Wolfmother interpretó una versión acústica en 2009 que fue incluida en la edición japonesa de Cosmic Egg.
Andy Pratt versionó la canción en su álbum de 2011 All That Glitters.
Guns N' Roses versionó el tema durante su residencia Appetite for Democracy en Las Vegas (Nevada). 
Manfred Mann's Earth Band interpreta a menudo la canción en directo. Una versión puede encontrarse en Odds & Sods - Mis-takes & Out-takes, y otra, con un arreglo ligeramenet diferente, en el DVD Angel Station in Moscow.
- Datos: Q5291722